# Atlantic White Cedar Swamp Trail
De Atlantic White Cedar Swamp Trail is een wandelroute op Cape Cod National Seashore. De route is 1,75 km lang en begint bij een parkeerplaats. De route gaat door het White Cedar Swamp (een moeras) met een pad van houten planken. De route leidt ook langs een uitzichtpunt met uitzicht op de Atlantische Oceaan en het Marconi Station Cape Cod.

## Foto's

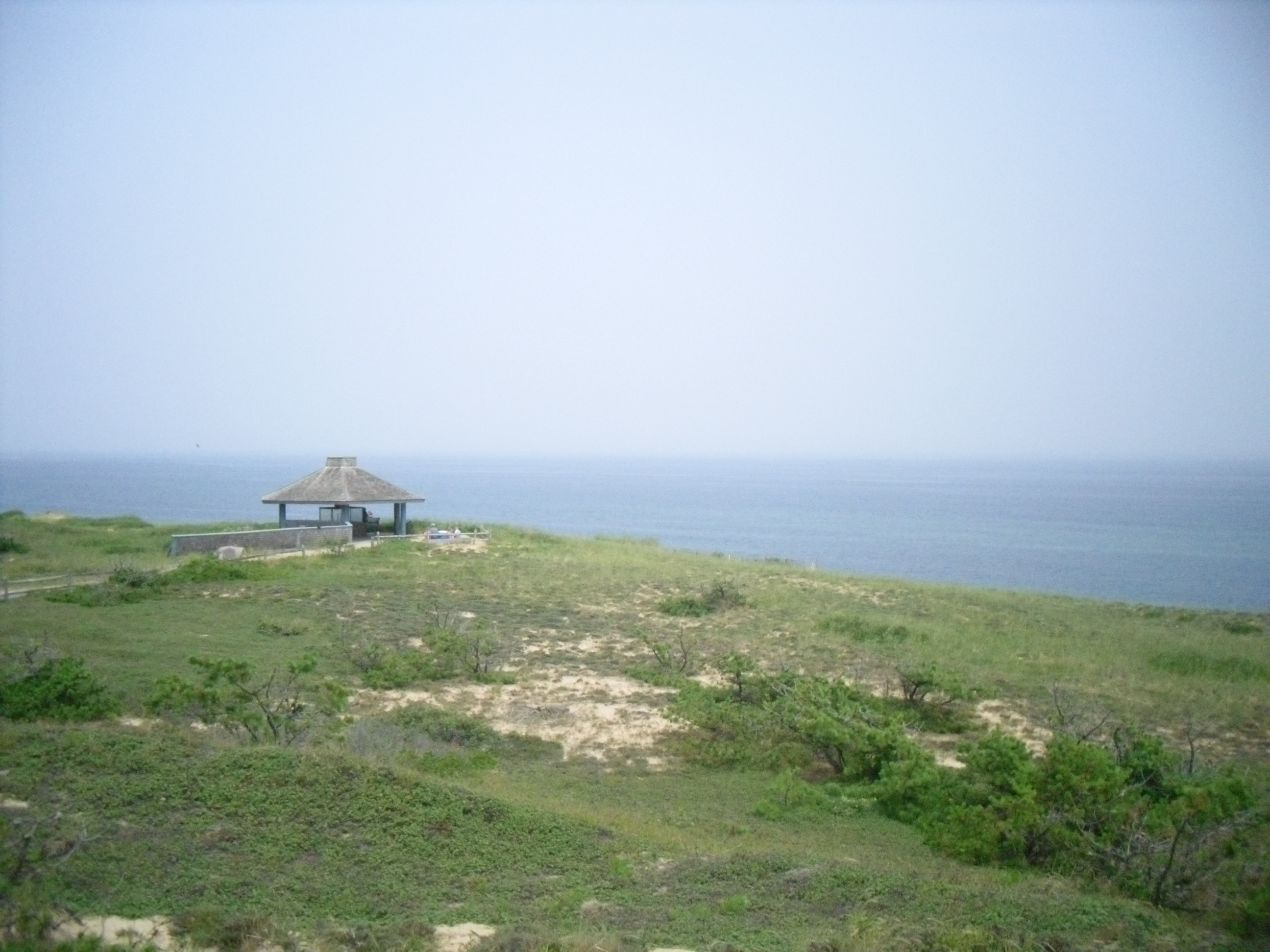
Zicht vanaf het uitzichtpunt
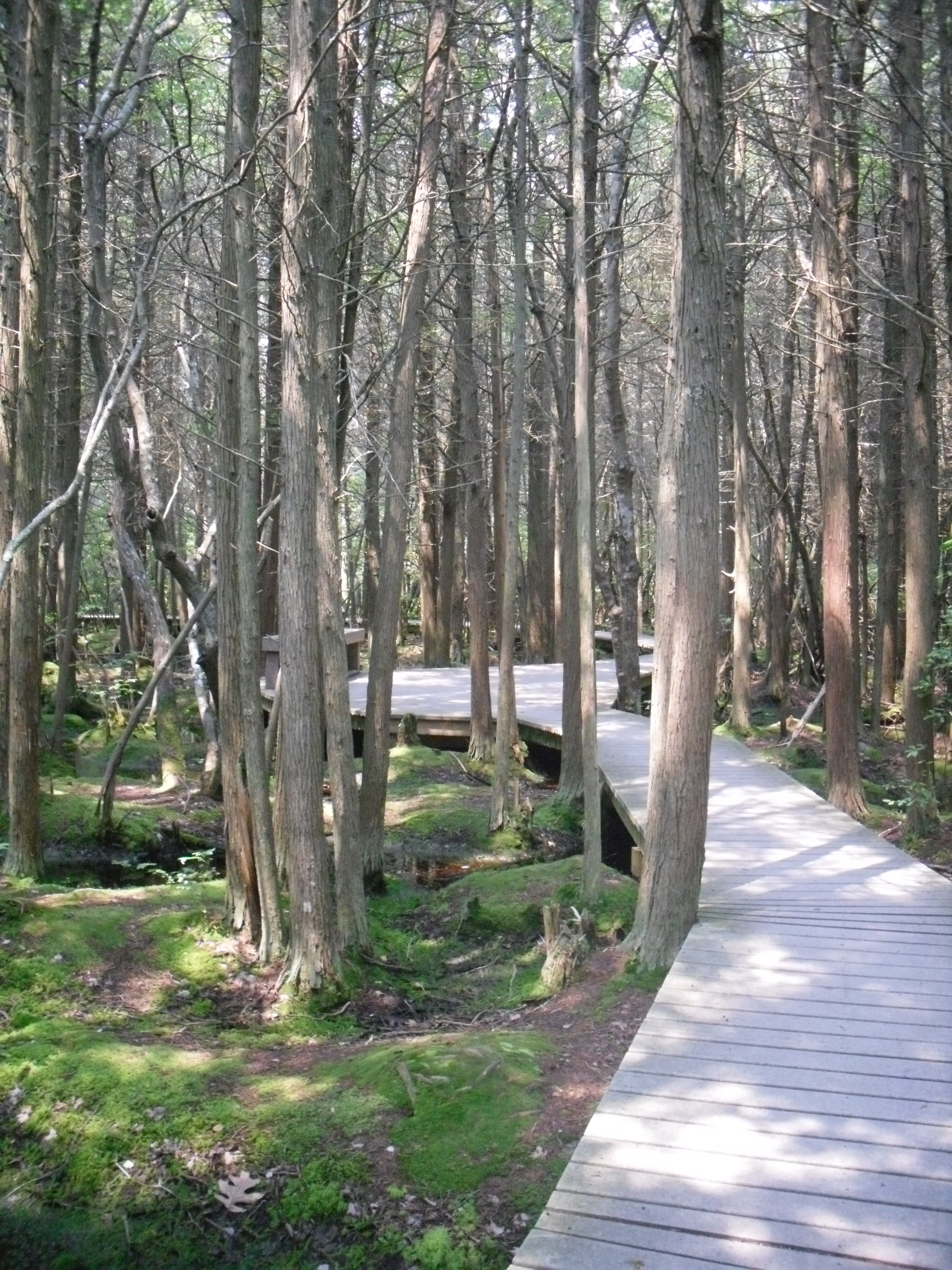
Het White Cedar Swamp